# Nishinari-ku
Nishinari-ku (西成区?) è uno dei 24 quartieri di Ōsaka, in Giappone.